# Folk progresivo
Folk progresivo  también llamado de forma estilizada como prog folk es un subgénero musical del folk y de la música progresiva originado en las décadas de 1930 y 1960 gracias a la influencia del rock progresivo con la mezcla del folk. El origen del género tuvo como influencia en distintas bases de la música contemporánea como un tipo «folk contemporáneo» y también con bases del folk rock en los orígenes de los años 1960.
El origen del género en su forma inicial en los años 1930 se debió de algunos movimientos geopolíticos y también de la llamada escena del «folk revival» en Estados Unidos, En Reino Unido el género se popularizó gracias al género del skiffle, También se debe a algunos orígenes de la contracultura estadounidense y británica al igual que de las escenas underground del folk.
Algunos orígenes igual se deben a otros géneros como el folk psicodélico, el rock, el rock progresivo y el pop.

## Algunos artistas de la escena
- Sui Generis
- Comus
- Dando Shaft
- Gryphon
- Jethro Tull
- Harmonium (banda)
- Anthony Phillips
- Marco Antônio Araújo
- Los Jaivas (Chile)
- Ougenweide
- Pentangle
- Renaissance
- Strawbs
- The Avett Brothers
- Third Ear Band